# Oratorio de Santa María Reina y Madre
El oratorio de Santa María Reina y Madre es un templo cristiano católico, situado en el centro histórico de la ciudad de Málaga, España. El templo se construyó en el año 2008 y se consagró el 1 de noviembre de 2008 como sede de la Cofradía de las Penas.

## Descripción
Su planta es de una sola nave, flanqueada por arcos de medio punto y usando mármol rojo de El Torcal. 
A la derecha de la nave, se levanta el altar de Santo Domingo de la Calzada, titular de la Hermandad.
En su interior también se encuentran las imágenes titulares de la hermandad, el Santísimo Cristo de la Agonía y María Santísima de las Penas, que, junto con la de San Juan Evangelista, conforman la escena del Calvario.

### Pintura mural
El techo y las paredes del templo están exornados con pinturas de Raúl Berzosa Fernández.
La pintura mural del oratorio se ha ejecutado en distintas etapas desde el año en 2008 siendo la última parte la decoración del techo finalizada en septiembre de 2014. El techo del Oratorio con unas dimensiones aproximadas de 140 m² está dedicado a la Coronación de la Virgen María. Además, hay representaciones de Juan Pablo II, el Agnus Dei y el Tetragrámaton. El conjunto de pinturas murales ha sido realizadas con la técnica del acrílico sobre la pared.

## Horario
Abierto de lunes a viernes de 18:30 a 20:30 y en días de culto.

### Misas
De octubre a abril a las 18 horas y a las 19 horas. Festivos: 12.30 horas y 20 horas. 
De mayo a septiembre a las 19 horas y 20 horas. Festivos: 11.30 h. y 20 h.

## Galería de imágenes

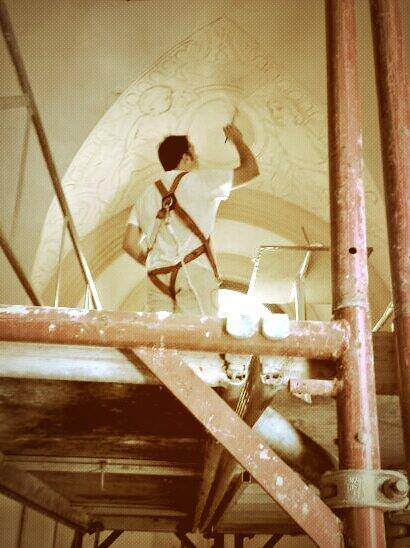
Raúl Berzosa Fernández ejecutando el techo del oratorio (2014).